# Lukas Königshofer
Lukas Königshofer (* 16. März 1989 in Wien) ist ein österreichischer Fußballtorwart.

## Karriere

### Verein
Königshofer begann seine Karriere bei Admira Wacker Mödling, wo er drei Jahre lang blieb und dann zu FK Austria Wien wechselte. Nach einigen erfolgreichen Jahren bei der Austria wechselte er wieder zu seinem Stammjugendverein Admira Wacker Mödling.
Im Sommer 2005 unterzeichnete er einen Vertrag bei Austria Kärnten.
Am 29. April 2009 wurde der österreichische U-21 Nationaltorwart zu einem Probetraining von den Blackburn Rovers eingeladen.
Nachdem sein Vertrag bei Austria Kärnten ausgelaufen war und er in zwei Jahren nur zwei Spiele gemacht hatte, unterschrieb er am 17. Juni 2009 einen Dreijahresvertrag beim SK Rapid Wien. Dort kam er in der zweiten Mannschaft zum Einsatz. Im Sommer 2010 rückte er in den Kader der Profimannschaft auf, wo er sich als dritter Torhüter vorerst mit der Rolle des Ersatzspielers begnügen musste.
Am 26. November 2011 durfte Lukas Königshofer sein Profi-Debüt feiern. Trainer Peter Schöttel nominierte ihn überraschend beim Meisterschaftsspiel des SK Rapid Wien in Mattersburg anstelle des Stammtorhüters Helge Payer. Königshofer dankte Schöttel das Vertrauen in der sechsten Minute der Nachspielzeit, als er einen Freistoß von Patrick Bürger mit einer Glanzparade abwehrte und so den 2:1-Sieg des SK Rapid Wien sicherstellte.
Im Sommer 2014 wechselte Königshofer in die 3. Liga Deutschlands zum Halleschen FC. Seinen ersten Meisterschaftseinsatz absolvierte er am 18. Oktober 2014 im Spiel bei Holstein Kiel (0:3).
Zur Saison 2016/17 wechselte er zum Regionalligisten Stuttgarter Kickers.
Im August 2017 wechselte er dann zum Drittligisten SpVgg Unterhaching, bei den Oberbayern ging er als Stammtorhüter in die Spielzeit 2018/19.
Zur Saison 2019/20 wechselte Königshofer zum Ligakonkurrenten KFC Uerdingen 05, bei dem er einen bis Juni 2021 laufenden Vertrag erhielt. Nach der Saison 2020/21 konnte der insolvente KFC nicht mehr für die 3. Liga melden, woraufhin er den Verein verließ.

### Nationalmannschaft
Königshofer startete seine Nationalmannschaftskarriere am 5. September 2007 in der österreichischen U-19-Auswahl mit einem 3:1-Sieg gegen Rumänien. Danach folgten zwei Spiele in der österreichischen U-20-Nationalmannschaft. Unter Trainer Andreas Herzog wurde er in den Kader des österreichischen U-21-Teams einberufen, wo er in fünf Spielen zum Einsatz kam. Höhepunkt dabei waren die Qualifikationsspiele zur U-21-Fußball-Europameisterschaft gegen Schottland (1:0), Aserbaidschan (1:2) und Albanien (2:2).
2012 wurde Königshofer erstmals in den Kader der A-Nationalmannschaft berufen. Er kam jedoch zu keinem Einsatz.

## Persönliches
Lukas Königshofer ist der Sohn des ehemaligen Rad-Weltmeisters Roland Königshofer. Seine Mutter Monika Königshofer war die Torfrau der Österreichischen Jugend-Handballnationalmannschaft.

## Fotos

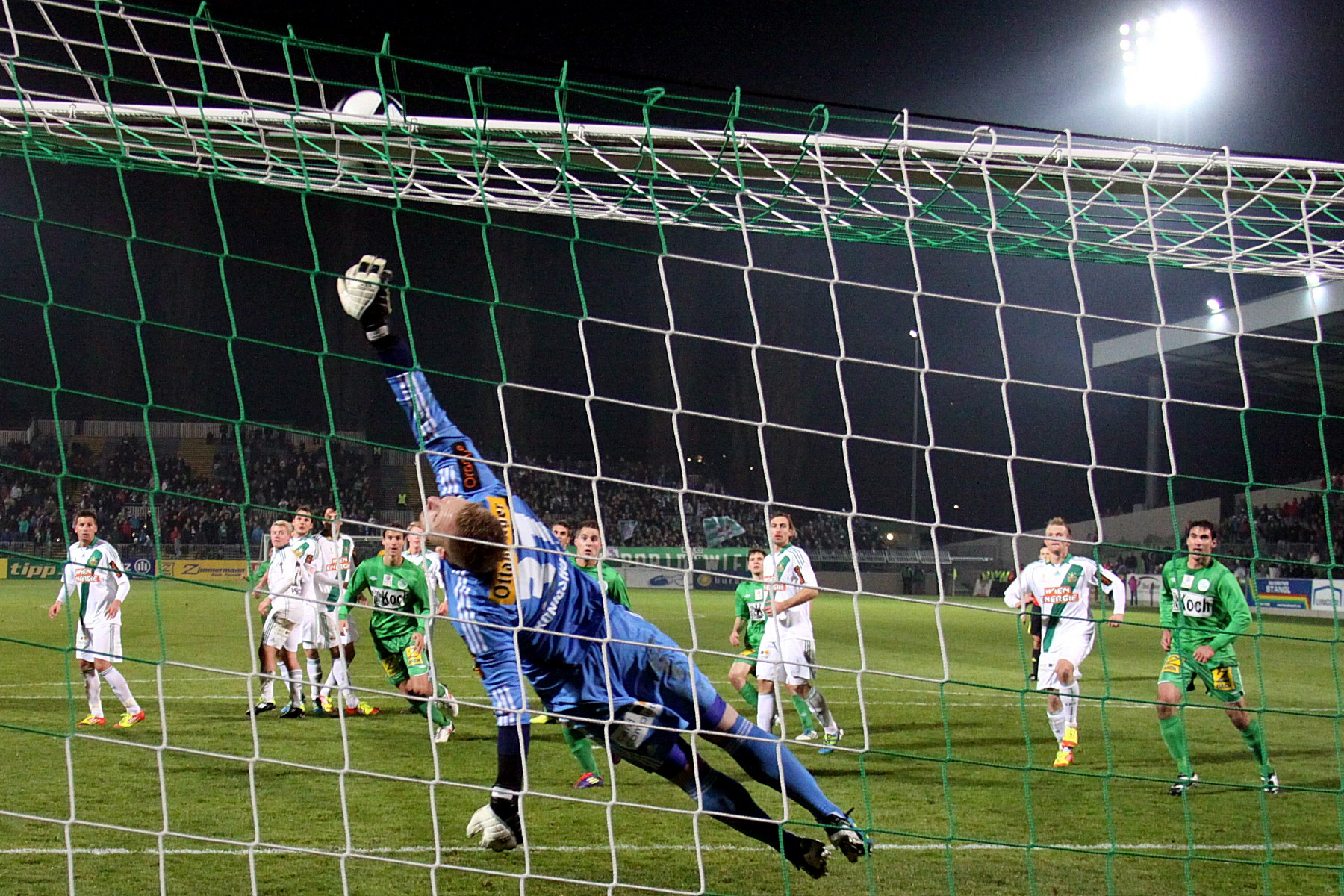
Lukas Königshofer sicherte dem SK Rapid Wien bei seinem Profidebüt mit dieser tollen Parade den 2:1-Sieg beim SV Mattersburg.
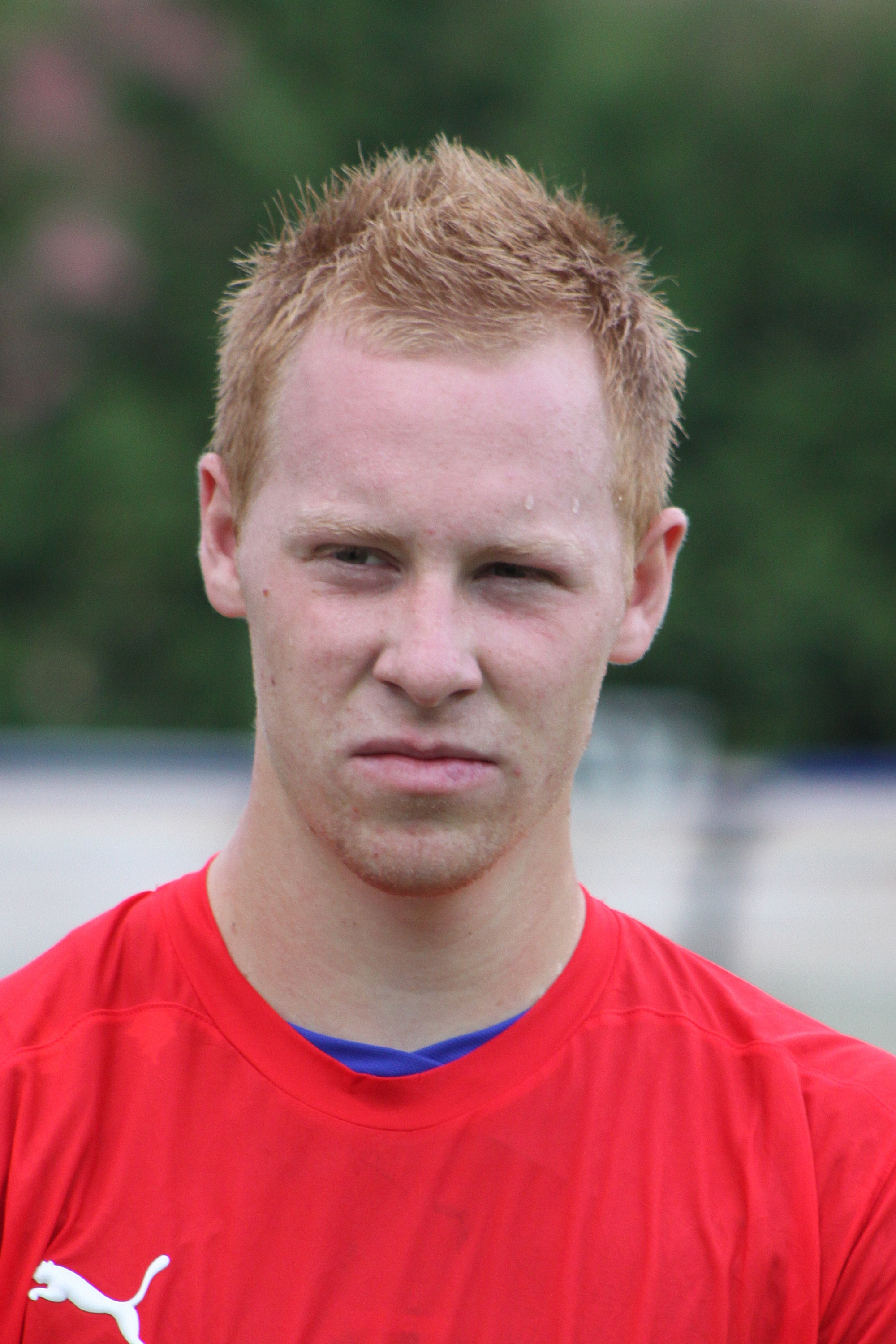
Lukas Königshofer im Nachwuchs-Nationalteam.
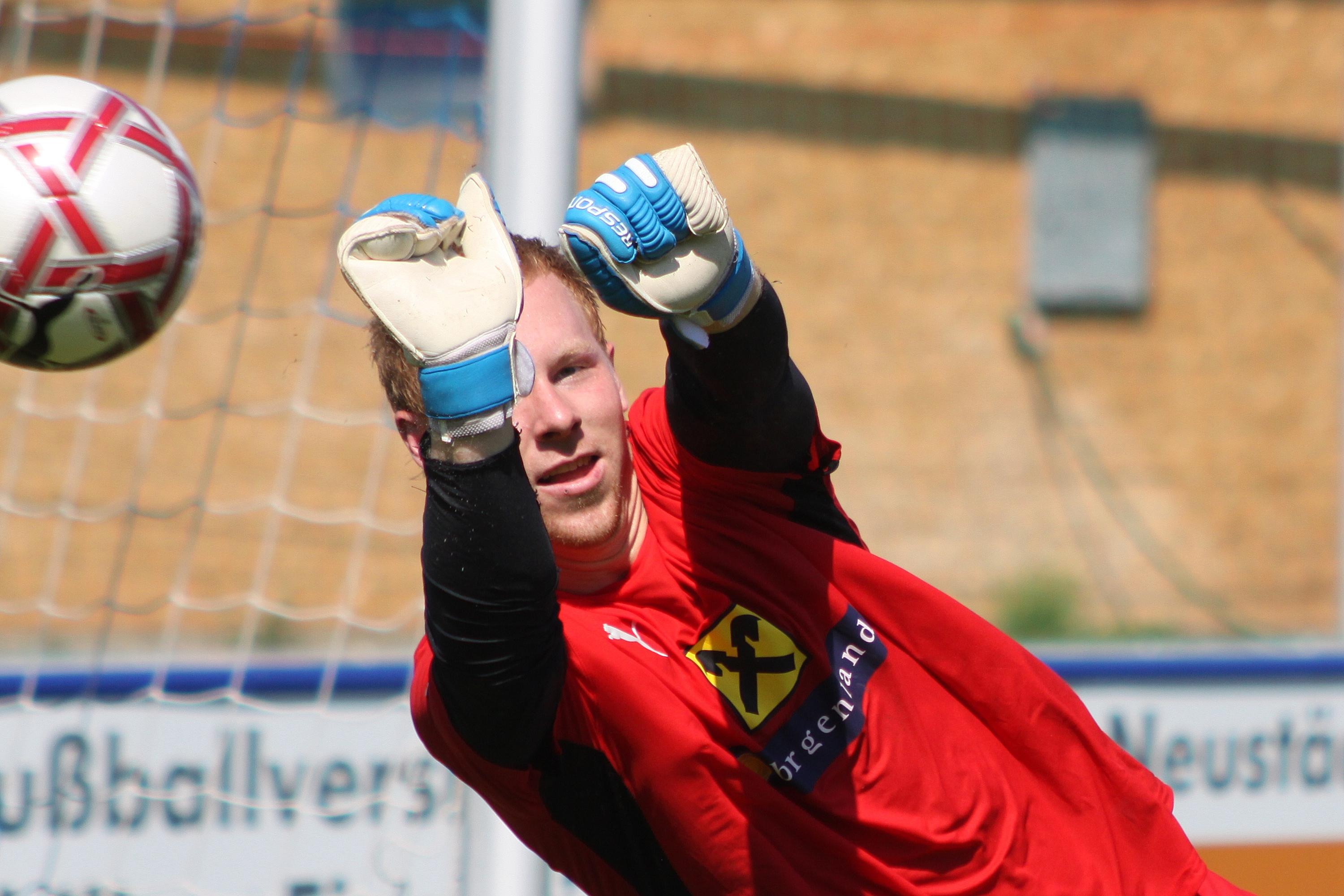
Lukas Königshofer im Trainingseinsatz bei der U-21-Fußballnationalmannschaft.
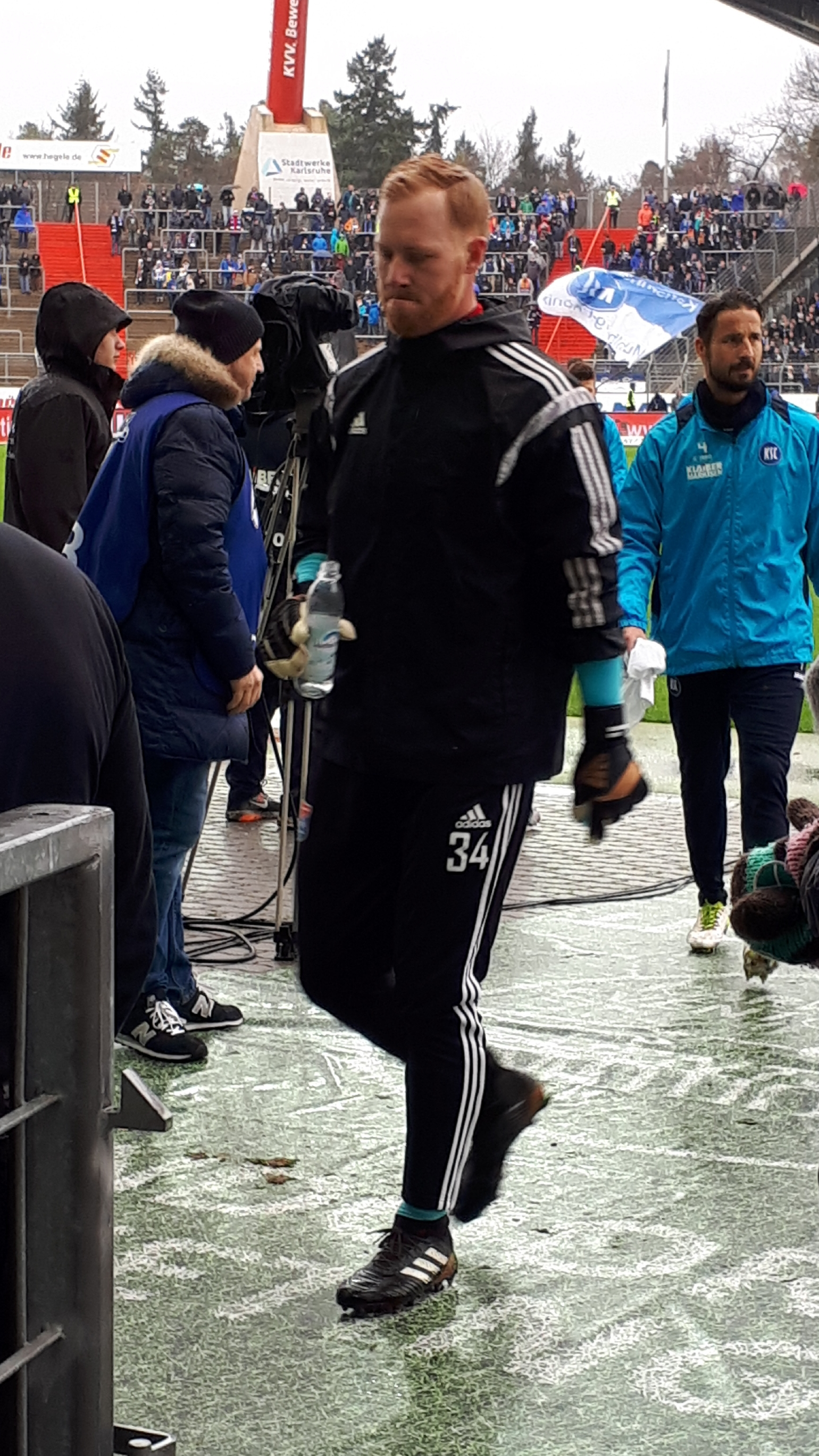
Lukas Königshofer für die SpVgg Unterhaching vor dem Auswärtsspiel beim Karlsruher SC am 20. Jänner 2018.